# Gefüllte Eier

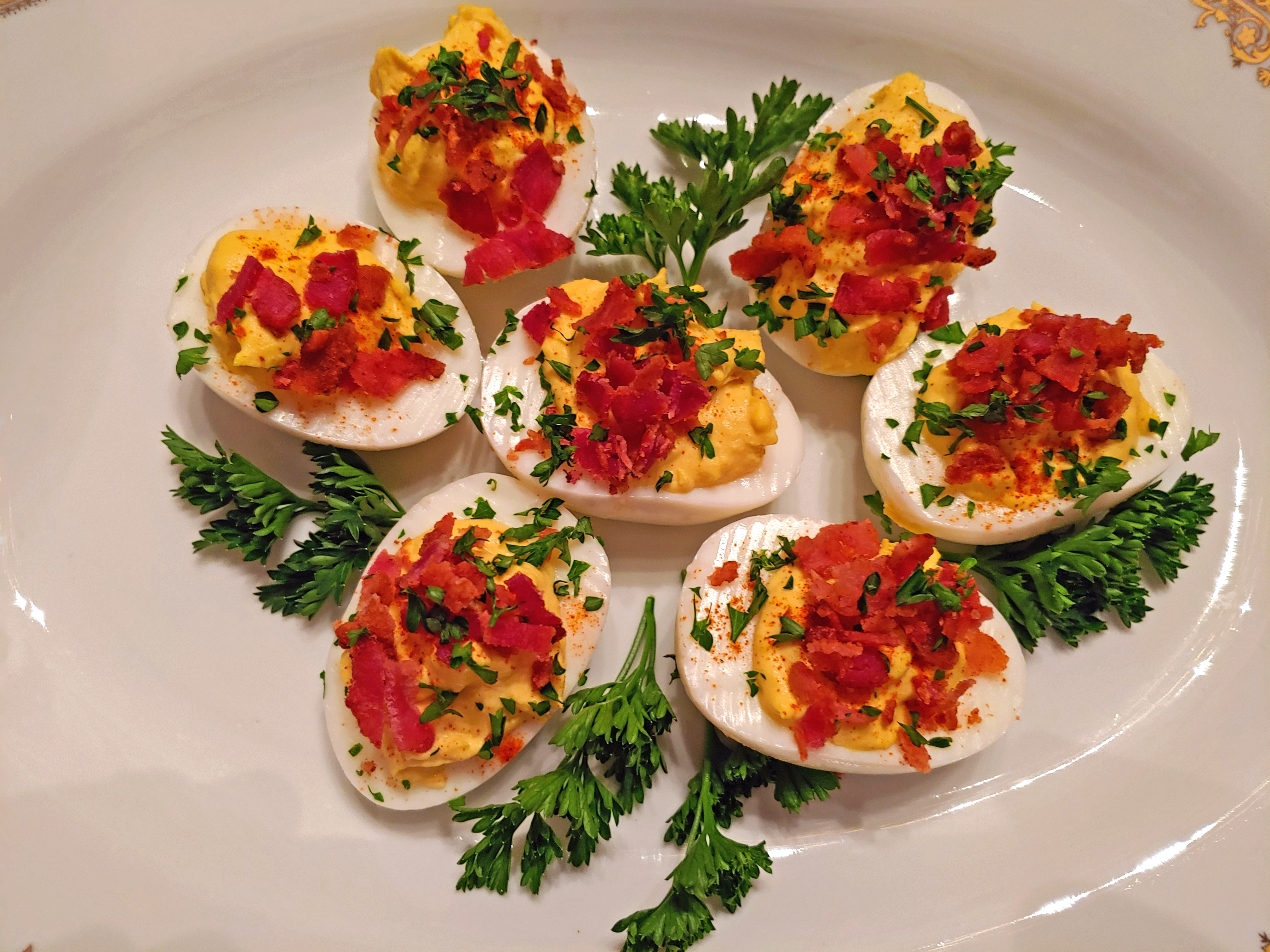
Deviled eggs mit Bacon

Gefüllte Eier sind eine kalte Vorspeise aus hartgekochten, halbierten und garnierten Eiern, die einzeln oder kombiniert mit anderen Speisen gereicht werden. Sie eignen sich auch als Garnierungselemente auf kalten Büffets. Früher traditionell auf einer Mayonnaisesauce oder Remoulade angerichtet, werden gefüllte Eier heute auf Sockeln aus Gemüse (Tomate, Gurke, Artischocke), auf Törtchen oder auf Gemüsesalaten serviert. Bekannt sind die sogenannten russischen Eier (œufs russe): hartgekochte Eier, die auf russischem bzw. französischem Gemüsesalat serviert werden.

Im englischen und amerikanischen Sprachgebrauch wird der Ausdruck deviled eggs (teuflische Eier) für alle Zubereitungsarten von gefüllten Eiern verwendet, unabhängig von ihrer Schärfe (deviled von englisch devil für Teufel, steht in der Küchensprache allgemein für scharfe Zubereitungen). Der englische Begriff dressed eggs (bekleidete Eier) wird in einigen Regionen der USA verwendet.

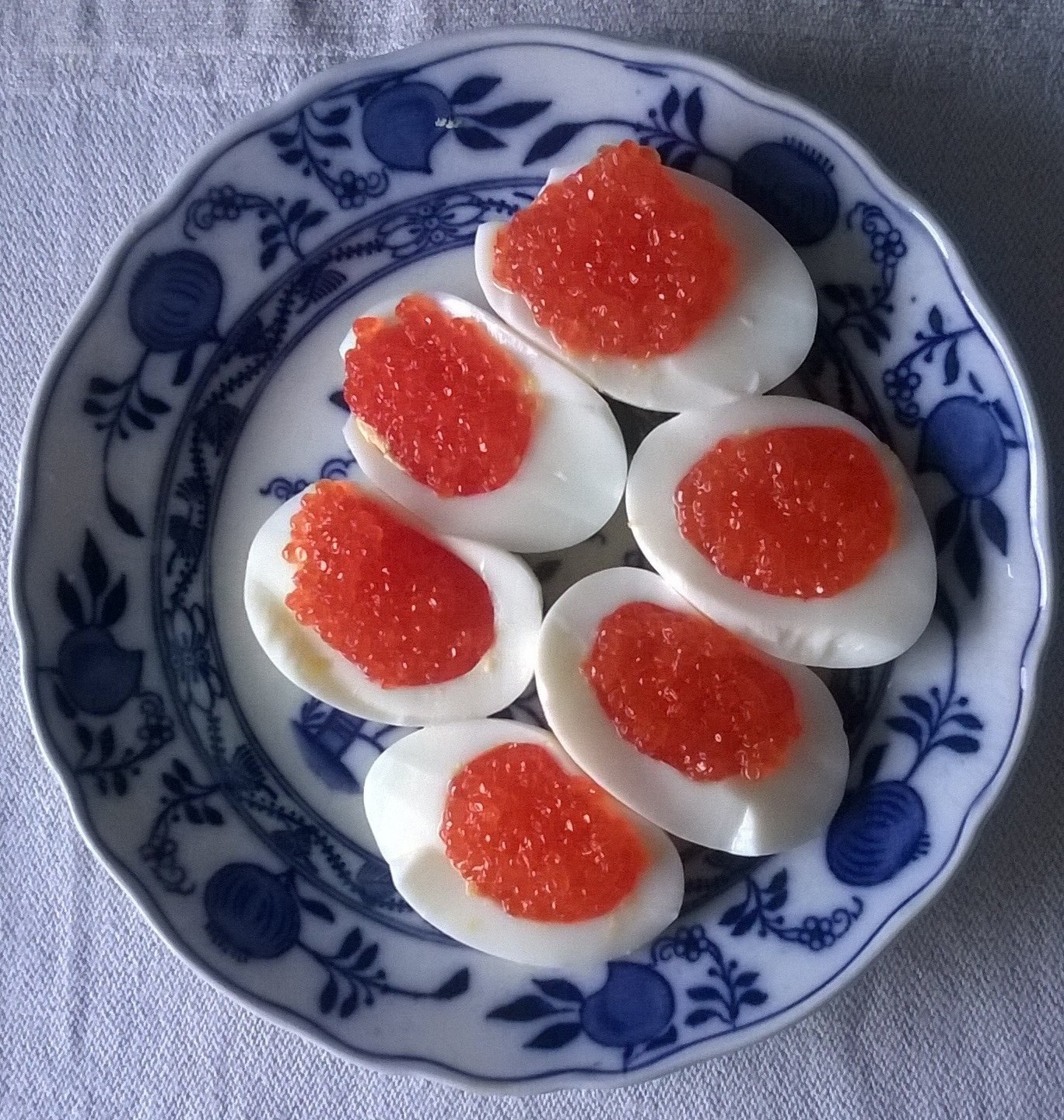
Mit Rogen gefüllte Eier

Die Idee der gefüllten Eier hatte sich im Mittelalter aus der spanischen Küche mit reisenden Köchen nach Italien, Frankreich, Belgien, England und in ihre Kolonien ausgebreitet. Ihr Erscheinen in der Küche eines Landes spiegelte das reichliche Vorhandensein an domestiziertem Geflügel und Eiern wider sowie eine weiterentwickelte Küche.

## Geschichte
Zur Zeit des römischen Feinschmeckers Marcus Gavius Apicius wurden gekochte, geschälte Eier geviertelt und mit einem pikanten Dressing zum ersten Gang serviert.
Seit dem christlichen Mittelalter trug zur Beliebtheit von Eierspeisen bei, dass der Verzehr von Eiern nach den Fastengeboten der katholischen Kirche auch an fleischlosen Tagen erlaubt war.
Gefüllte Eier tauchen dann erstmals in einem andalusischen Kochbuch eines anonymen Autors im 13. Jahrhundert auf. Die Eigelbe werden mit Korianderblättern, Zwiebelsaft, Pfeffer, Koriander, mit murri-Gewürz, Öl und Salz aufgeschlagen. Nach dem Füllen werden die Eiweiße mit einem kleinen Spieß zusammengehalten und mit Pfeffer bestreut.
Von hier kam die Zubereitung gefüllter Eier in die italienische Küche, möglicherweise durch die spanischen Borgia und ihren allgegenwärtigen Einfluss auf die Staaten, die später Italien bilden sollten. Andere Kochbücher des 14. und 15. Jahrhunderts wie das venezianische Libro di Cucina / Libro per Cuoco boten Rezepte mit sehr ähnlichen Füllungen.
Nach Frankreich gelangten die gefüllten Eier wahrscheinlich, als 1533 Catherine de Medicis mit dem zukünftigen König Henri II. verheiratet wurde. Neben anderen Künsten stand auch die Kochkunst während Catherines 56-jähriger Regierungszeit unter italienischem Einfluss. In François-Pierre de La Varennes Werk Le Cuisinier François (Der französische Koch) von 1651 werden hart gekochte Eier entweder quer oder längs halbiert, das Eigelb mit Butter und Kräutern vermischt und mit den Eiweißen serviert, nachdem sie in Butter sautiert wurden.
Frühe deutsche Rezepte für gefüllte Eier finden sich in Marx Rumpolts Kochbuch von 1583, wo der Dotter aus rohen Eiern ausgelassen, mit verschiedenen Zutaten vermengt wieder eingefüllt und danach das Ei gesotten und gepellt wurde. Ein Rezept für „Gefüllte Eyer mit Spennad“ (gefüllte Eier mit Spinat) ist in einem handschriftlichen Kochbuch von ca. 1780 festgehalten.
In die amerikanischen Kochbücher haben die gefüllten Eier anscheinend um 1857 mit Eliza Leslies Rezept für „Columbus-Eier“ Einzug gehalten. Amerikanische Rezepte des späten 19. und frühen 20. Jahrhunderts kopieren oft französische Rezepte wie Eier à l’Aurore. Die Bezeichnung deviled eggs wurde Ende des 19. Jahrhunderts auf jede würzige Eierzubereitung angewendet, ob gefüllt oder nicht; heute meint man damit nur die gefüllten Eier.

## Varianten

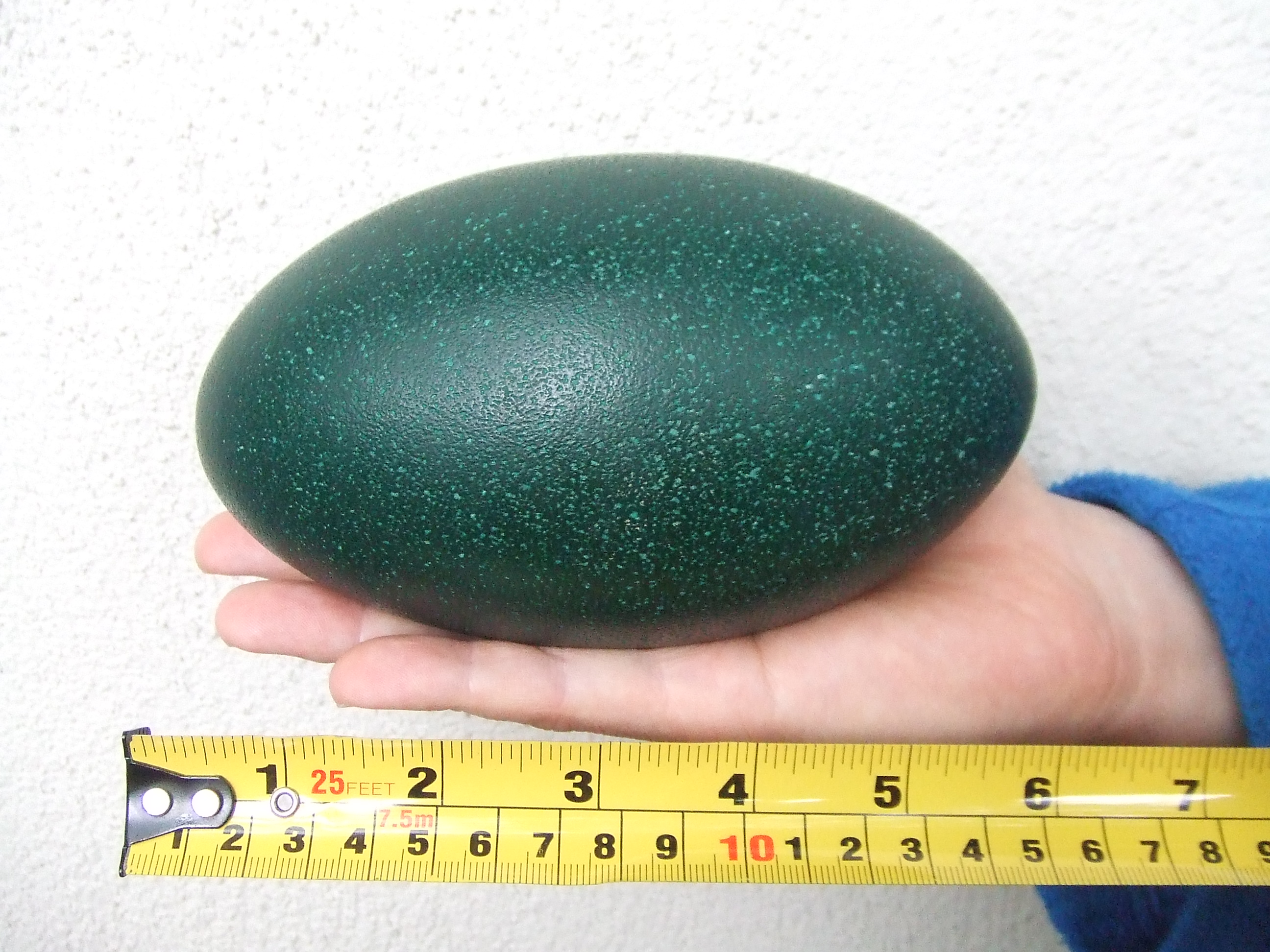
Ei eines Emus

Eine einzigartige Grundlage für gefüllte Eier haben die Australier: das Emu-Ei von der Größe einer Grapefruit. Die gewichtigen, grünlich-schwarzen Eier müssen 70 Minuten lang gekocht werden und ihre starke Schale erfordert zum Knacken einen Krabbenhammer oder ein schweres Küchenmesser. Das riesige gekochte Eiweiß wird dann in kleine Stücke portioniert und mit einer klassischen Eiercreme aus dem Eigelb dressiert.
Thailands gefüllte Ei-Variante heißt Kai Kwam: die Eiweißbecher werden mit einer Füllung aus Meeresfrüchte- und Schweinehackfleisch mit Kokosmilch, Sojasauce und Korianderblättern gefüllt und anschließend in Backteig frittiert.
Gefüllte Eier können für ein besseres Aussehen mit Gelee überglänzt werden, was sie auch vor Oxidation schützt. Für ganze gefüllte Eier werden je zwei Eihälften erst gefüllt und dann wieder zu einem ganzen Ei zusammengesetzt, so dass ein dicker Cremerand sichtbar bleibt.

## Zubereitung

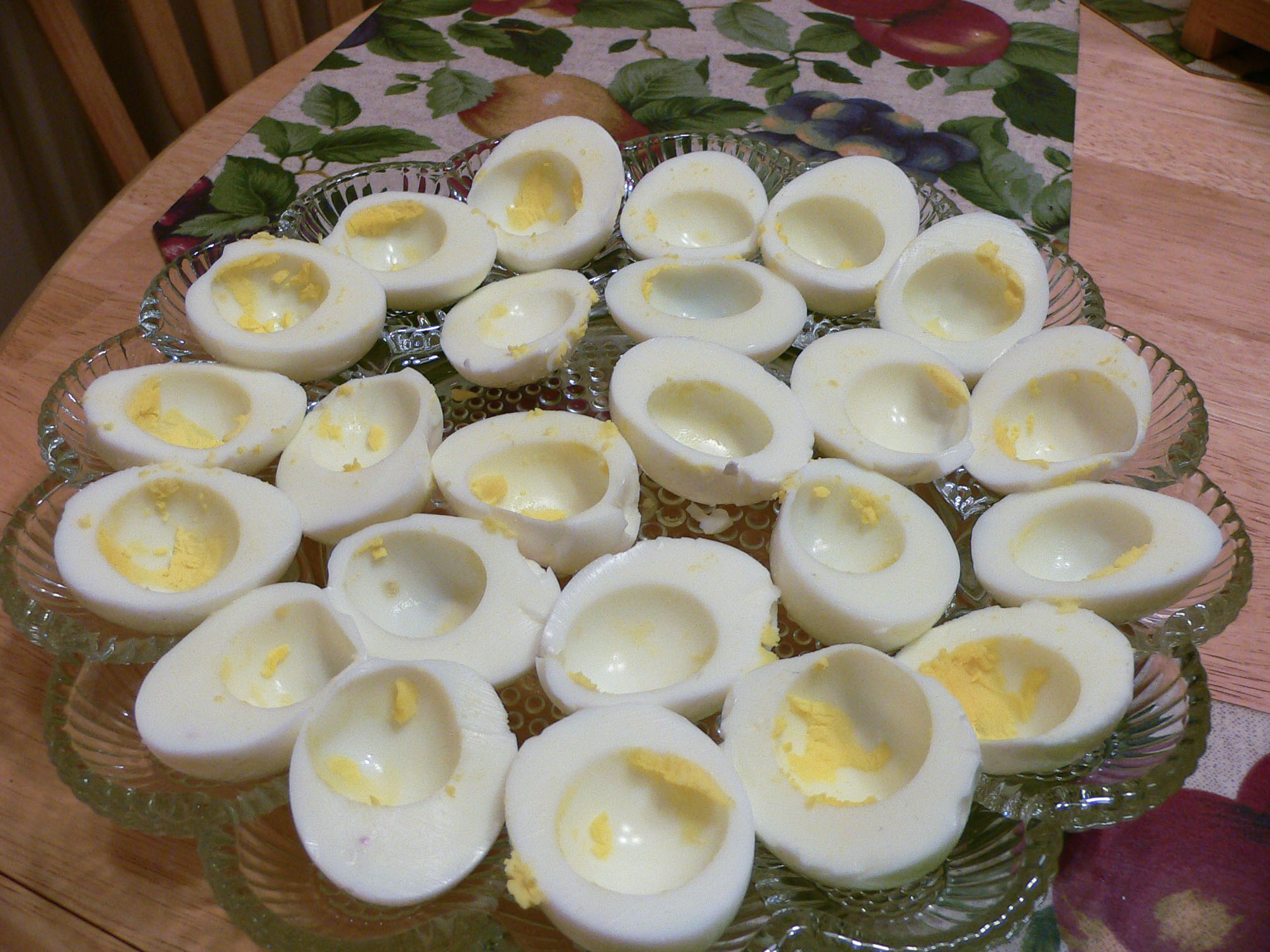
Leere Eihälften

Die gekochten Eier werden kalt abgeschreckt und geschält, die Auflageflächen beschnitten (damit die Eier plan aufliegen können), dann quer oder längs geteilt. Meistens wird die Füllung unter Verwendung der Eigelbe hergestellt, die aus den Eihälften entnommen und mit Butter oder Mayonnaise zu einer Eiercreme verarbeitet werden. Gewürzt wird mit Salz, Pfeffer und Würzmittel je nach Geschmacksrichtung (z. B. Trüffelöl, Worcestershire-Sauce, Senf, saure Sahne und Öl). Des Weiteren können andere geschmacksbestimmende Rohstoffe wie Mus aus Schinken, Fisch, allerlei Bratenreste oder feingeschnittene Kräuter als Einlage untergearbeitet werden. Eigelbcreme kann durch Zugabe von anderen Zutaten in Tomatencreme, Zitronencreme, Rote-Bete-Creme usw. abgewandelt werden. Für eine bessere Optik werden die Eiweißhälften zuerst von Eigelbresten abgespült und auf ein Gitter zum Abtropfen gelegt. Dann wird mit einem Spritzbeutel die Füllung auf die Eihälften aufdressiert. Als Garnierung eignen sich je nach Rezeptur Kräuterzweige, Kaviar, Matjesfilets, gehacktes Aspik, Kapern, Sardellenringe, Gemüse u. a. m.